# Finlandia en los Juegos Olímpicos de Melbourne 1956
Finlandia estuvo representada en los Juegos Olímpicos de Melbourne 1956 por un total de 71 deportistas que compitieron en 15 deportes.  
El portador de la bandera en la ceremonia de apertura fue el atleta Eeles Landström.

## Medallistas
El equipo olímpico finlandés obtuvo las siguientes medallas:
| Nombre                                                                                           | Deporte            | Competición                     |
| ------------------------------------------------------------------------------------------------ | ------------------ | ------------------------------- |
| Oro                                                                                              |                    |                                 |
| Rauno Mäkinen                                                                                    | Lucha grecorromana | 62 kg M                         |
| Kyösti Lehtonen                                                                                  | Lucha grecorromana | 67 kg M                         |
| Pentti Linnosvuo                                                                                 | Tiro               | Pistola 50 m M                  |
| Plata                                                                                            |                    |                                 |
| Olavi Mannonen                                                                                   | Pentatlón moderno  | Individual M                    |
| Bronce                                                                                           |                    |                                 |
| Voitto Hellstén                                                                                  | Atletismo          | 400 m M                         |
| Veikko Karvonen                                                                                  | Atletismo          | Maratón M                       |
| Jorma Valkama                                                                                    | Atletismo          | Salto de longitud M             |
| Pentti Hämäläinen                                                                                | Boxeo              | Pluma (57 kg) M                 |
| Raimo Heinonen Onni Lappalainen Erkki Leimuvirta Berndt Lindfors Martti Mansikka Kalevi Suoniemi | Gimnasia artística | Concurso completo por eqs. M    |
| Erkki Penttilä                                                                                   | Lucha libre        | 62 kg M                         |
| Taisto Kangasniemi                                                                               | Lucha libre        | +87 kg M                        |
| Wäinö Korhonen                                                                                   | Pentatlón moderno  | Individual M                    |
| Berndt Katter Wäinö Korhonen Olavi Mannonen                                                      | Pentatlón moderno  | Equipos M                       |
| Kauko Hänninen Veli Lehtelä Matti Niemi Toimi Pitkänen Reino Poutanen                            | Remo               | Cuatro con timonel (M4+) M      |
| Vilho Ylönen                                                                                     | Tiro               | Rifle en tres posiciones 50 m M |